# 夏云镇
夏云镇，是中华人民共和国贵州省安顺市平坝区下辖的一个乡镇级行政单位。

## 行政区划
夏云镇下辖以下地区：
红湖社区、贵州平水机械有限公司社区、夏云农场社区、平坝农场社区、茶场村、界首村、毛栗园村、阿腰村、黄龙村、叶坪村、马武村、桥上村、金银村、小山村、水塘村、江西村、老鸡场村和老岛村。